# أسطورة سيزيف
أسطورة سيزيف (بالفرنسية: Le Mythe de Sisyphe) هو مقال كتبه ألبير كامو، نُشر في عام 1942. المقال هو جزء من «سيكل دو لابسورد (دورة العبثية)، كاليجولا (اللعب، 1938)، الغريب (رواية، 1942) والفهم (دراما، 1944).

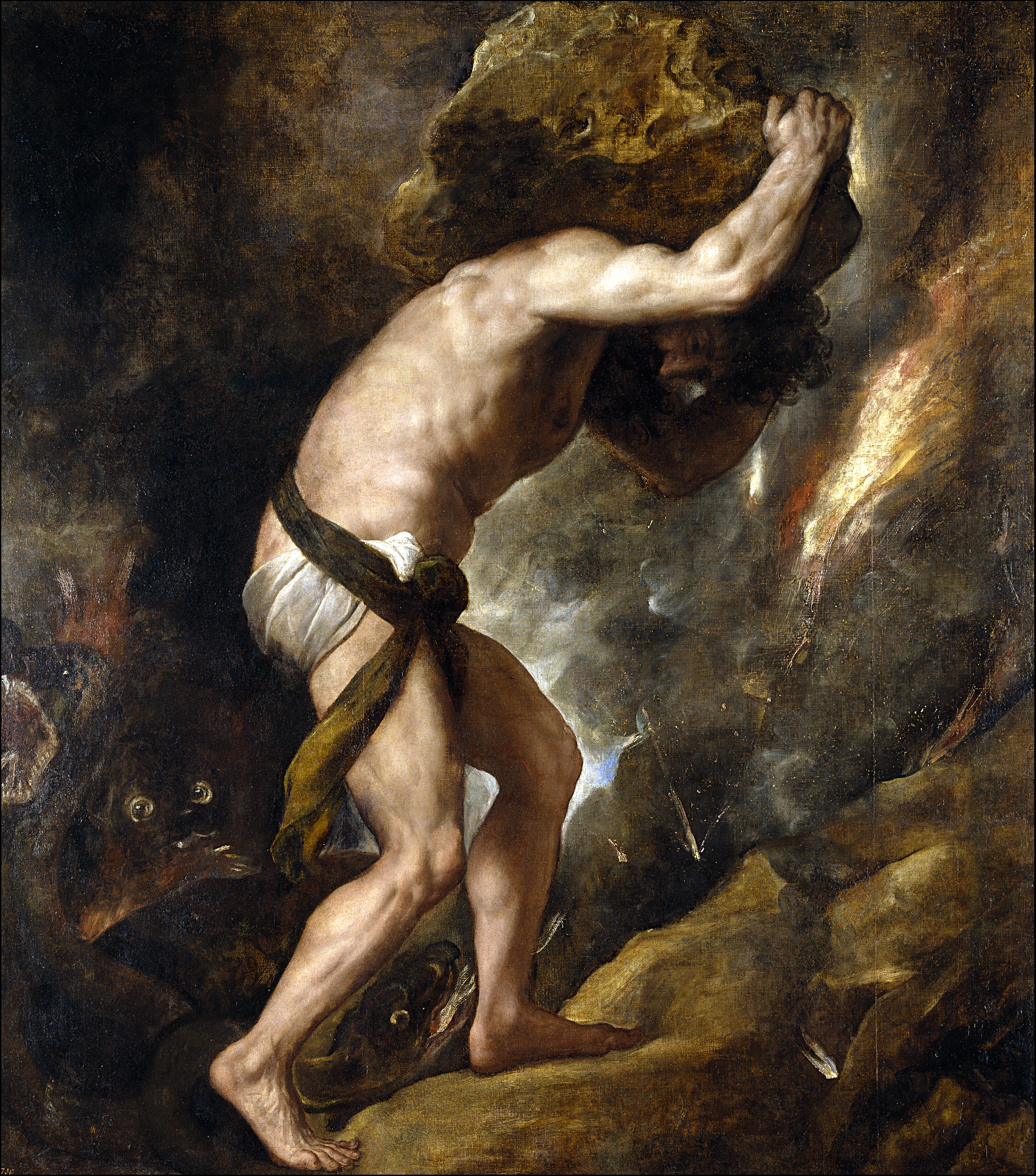
سيزيف للرسام تيتيان في 1549

في هذا المقال، يقدّم كامو فلسفته حول «العبث»: بحث الإنسان عن المعنى، تتطلعه لوحدة العالم والوضوحه، في عالم غير مفهوم، عالم من دون الله ومن دون أي حقائق أو قيم خالدة. ويتسائل هل الإحساس بشعور «العبث» يدفع الانتحار؟ كامو يجيب: «لا، بل يدفع إلى الثورة.»

## العنوان
يحمل عنوان المقال "أسطورة سيزيف" إشارة مباشرة إلى الشخصية اليونانية الأسطورية سيزيف، الذي حُكم عليه من الآلهة بدفع صخرة ضخمة إلى قمة جبل، وعندما تقترب الصخرة من القمة تتدحرج مرة أخرى إلى الأسفل، ويُجبر على إعادة هذه المهمة بلا نهاية. استعمل ألبير كامو هذه الأسطورة رمزًا للحالة الإنسانية التي تتميز بالكفاح المستمر ضد عبثية الحياة والبحث عن معنى في عالم يبدو بلا معنى.
العنوان يعكس جوهر الفلسفة التي طرحها كامو، والتي تدعو إلى قبول واقع الحياة كما هو، مع إدراك الطبيعة العبثية للوجود، والعيش بحرية ووعي في ظل هذا الواقع، دون الاستسلام لليأس أو الانتحار.

## نبذة
في هذا المقال الفلسفي العميق، يعرض ألبير كامو تأمله حول مفهوم "العبث"، وهو الصراع المستمر بين الرغبة العميقة للإنسان في إيجاد معنى ووحدة في الحياة وبين اللامبالاة والصمت الوجودي للعالم المحيط به.
يسأل كامو سؤالًا محوريًا: هل يؤدي إدراك الإنسان لهذا العبث إلى الاستسلام لليأس، وبالتالي الانتحار؟ ويرفض كامو هذا الحل، مؤكّدًا أن رد الإنسان الصحيح على العبث هو التمرد المستمر، أي العيش بوعي كامل وحرية داخل هذا العالم الذي يفتقر إلى معنى مطلق.
ينقسم المقال إلى عدة فصول، يناقش فيها كامو: الطبيعة الفلسفية للعبث، موضوع التمرد كرد فعل فلسفي وأخلاقي، الرفض القاطع للانتحار، الفكرة المثيرة للجدل حول القفز الإيماني الذي يلجأ إليه بعض الفلاسفة للهروب من العبث، وأخيرًا تحليل مفصل لأسطورة سيزيف كرمز للحالة الإنسانية في مواجهة العبث.

## الشخصيات
على الرغم من أن "أسطورة سيزيف" هو مقال فلسفي، وليس سردًا روائيًا، إلا أن شخصية سيزيف تحتل مركزًا رمزيًا ومحوريًا في النص.
تمثل شخصية سيزيف الإنسان الذي يدرك عبثية حياته والكون لكنه لا يستسلم لليأس أو الاستكانة، بل يختار الاستمرار في النضال والكفاح بلا نهاية. كامو يستخدم هذه الشخصية ليبيّن كيف يمكن للإنسان أن يخلق حريته وكرامته من خلال الوعي والتمرد المستمر على العبث.
سيزيف في فلسفة كامو هو بطل الحياة الذي يجد معنى في فعل المقاومة المستمرة، حتى لو كان هذا الفعل بلا نهاية وبدون غاية نهائية.

## الأثر
لقد ترك مقال "أسطورة سيزيف" أثرًا عميقًا على الفلسفة الحديثة، خصوصًا ضمن التيارات الفلسفية المعروفة بالوجودية والعبثية.
يعتبر هذا المقال نقطة انطلاق رئيسية لفلسفة العبث التي طوّرها كامو، حيث ألهم العديد من المفكرين والأدباء مثل جان بول سارتر، فرانز كافكا، وأمثالهم.
فلسفة العبث كما صاغها كامو أصبحت جزءًا أساسيًا من المناهج الفلسفية والأدبية في الجامعات العالمية، وتُستخدم لفهم أزمة الإنسان المعاصر في مواجهة معنى الحياة والحرية واللاجدوى.
ترجم المقال إلى لغات عديدة، ما ساعد في انتشار أفكار كامو وتأثيرها العالمي، وكان له دور في مناقشات فلسفية وأدبية متجددة حول مفاهيم اللاجدوى، التمرد، والحرية الفردية في العصر الحديث.
كما أثرت أفكار المقال على مجالات أخرى مثل علم النفس، الأدب، والفنون، إذ أصبح رمز سيزيف أحد الرموز الثقافية للدلالة على مقاومة العبث في مختلف ميادين الحياة.

## الجوائز
ساهمت أعمال ألبير كامو الفلسفية والأدبية، ومن بينها مقال "أسطورة سيزيف"، في فوزه بجائزة نوبل في الأدب عام 1957.
اعتبرت لجنة التحكيم أن أعمال كامو تحمل قيمة أدبية وفلسفية عظيمة، إذ تتميز بعمقها في تناول موضوعات الوجود والإنسانية بطريقة مبدعة، وتأثيرها الواضح على الفكر المعاصر.
وقد اعتبر النقاد أن فلسفة العبث والتمرد التي صاغها كامو كانت من أبرز الأسباب التي جعلته يستحق هذه الجائزة، إذ نقل بذلك قضايا إنسانية واجتماعية وفلسفية بطريقة أدبية راقية.

## اقتباسات
- "يجب أن نتخيل سيزيف سعيدًا."
- "التمرد هو الاستمرار في الحياة رغم إدراك عبثيتها."
- "الانتحار هو اعتراف بأن الحياة لا تستحق العيش."
- "العبث يولد حرية لا مثيل لها."

تُعد هذه الاقتباسات من أكثر العبارات شهرة في المقال، وتعبر بوضوح عن جوهر فلسفة كامو التي تدعو إلى مواجهة العبث بشجاعة، وخلق الحرية والكرامة الذاتية في عالم لا يقدم ضمانات أو معانٍ مطلقة.

## وصلات خارجية
- أسطورة سيزيف على موقع الموسوعة البريطانية (الإنجليزية)